# Hagure Yuusha no Aesthetica
Hagure Yuusha no Aesthetica (яп. はぐれ勇者の鬼畜美学, укр. Естетика героя–вигнанця) — серія ранобе Тетцуро Весу. 12-серійна аніме-адаптація студії Arms тривала у липні-вересні 2012. Ліцензовано Funimation Entertainment для показу у Північній Америці. Опенінг «Realization» виконує Faylan, ендінґ «Ai no Sei de Nemurenai» — Акі Місато.

## Сюжет
Альтернативна Земля. Вже нікого не здивуєш, що тисячі юнаків і дівчат регулярно провалюються в інші світи, і багато хто повертається, опанувавши могутню магію й іншими корисними навичками. Випускати таких «попаданців» у звичайне життя не можна, тому всіх їх чекає «Вавилон» — величезна сучасна спецшкола для реабілітації та отримання гідного місця в суспільстві. Непосвяченим, в тому числі учням, невтямки, що влада на планеті давно належить найсильнішим, найжорстокішим і найбезпринциповішим магам-поверненцям, «Вавилон» же готує або поповнення для рядів еліти, або слухняну піхоту і гарматне м'ясо для далекосяжних планів.
Проте новачок на ім'я Акацкі Осава з моменту появи почав плутати плани господарів. У світі, куди він потрапив, Осава переміг Князя Тьми, який вручив хлопцеві перед смертю свою єдину дочку. Захопивши красуню Міу, він відправився додому. Мешканці «Вавилона» швидко зрозуміли, що під маскою розв'язного хулігана Акацкі ховається розумна, розважлива, диявольськи сильна особистість. Тим паче у й відносинах з дівчатами він явно не пасе задніх.

## Персонажі

### Старша японська школа «Вавилон»

#### Клас B
- Акацкі Осава (яп. 凤沢暁月)

Центральний чоловічий персонаж на прізвисько «Герой–вигнанець». Високий молодий чоловік з фіолетовим волоссям і блакитними очима. Він, як правило, носить стандартну уніформу Вавилону або спортивний одяг, в той час як в Алазарді був одягнений у костюм з рукавами середньовічного стилю. Акацкі повернувся в реальний світ після перемоги над Королем демонів (яп. 魔王) і став героєм у паралельному світі Алазард (яп. アレイザード). Перед смертю Король демонів взяв з нього слово захищати свою дочку Міу, яку Акацкі привіз з собою. Акацкі почав відвідувати школу Вавилон разом із Міу (представлена як своя давно втрачена сестра).
За характером він дуже спокійна і впевнена у собі особистість, хоча й має вигляд абсолютного збоченця. Акацкі на відміну від більшості студентів Вавилону не може використовувати магію, проте здатний контролювати Чі (потік енергії), впливати ним на інших і навколишнє середовище.
- Міу Осава (яп. 凤沢美兎)

Центральний жіночий персонаж, дочка Короля демонів, якого переміг Акацкі поразку і хто взяв її з собою до реального світу на прохання вмираючого Короля, щоб піклуватися про неї. Міу зображується у вигляді милої та невинної дівчини з рожевим волоссям з двома хвостиками і зеленими очима. Вона — приваблива та молода дівчина, має особливо великі груди, через що й важко знайти ідеальний одяг. Робить вигляд, що є молодшою сестрою Акацкі. Хоча спочатку Міу ненавидить Акацкі за вбивство свого батька, поступово закохується в нього. Міє володіє високим рівнем магічних навичок, будучи в стані генерувати магічний щит без усяких зусиль, використовувати кілька магічних заклинань — від різних елементів — одночасно й у швидкій послідовності.
- Кудзуха Доумото (яп. 桐元葛叶)

Кудзуха має зелене волосся і блакитні очі, вона невисока та маленька. Є представником класу B, до роботи ставиться серйозно попри свій вік. Хоча з першого погляду Акацкі не подобається їй, з часом вона стає ближчою до нього, навіть розвиваються деякі почуття після того, як він допоміг їй набути впевненості у власні сили. Дуже молода дівчина, спочатку була в початковій школі, перш ніж перейшла у старші класи через свій рівень інтелекту. Близька подруга Міу.
- Чикаге Ідзумі (яп. 五泉千影)

Однокласниця Акацкі та Міу. Дружня дівчина з коротким каштановим волоссям і бурштиновими очима. Також є лесбійкою, і визнати цей факт для неї не сором, хоча з часом у неї з'яляється симпатія до Акацкі.
- Кенія Онідзука (яп. 鬼冢 剣 哉)

Проблемний старшокласник й однокласник Акацкі, який був понижений у рейтингу з класу А. Він не ладнає з іншими студентами і прагне залякувати їх. Спочатку тримав образу на Акацкі під час його першого дня в школі, але пізніше встав проти Філа під час інциденту на турнірі Вавилона.

## Медіа

### Аніме
Аніме-адаптація з 12 серій від студії Arms зрежесована Ріоном Кудзіо виходила з липня по вереснь 2012.

#### Список епізодів
| Номер | Назва                                                                                               | Дата трансляції |
| --- | --------------------------------------------------------------------------------------------------- | --------------- |
| 1 | Нова гра «Tsuyokute Nyū Gēmu» (強くてニューゲーム)                                                  | 6 липня 2012    |
| Акацкі Осава, землянин, прикликаний у світ Алазард, повертається додому після перемоги над Королем Демонів, який погрожував знищити світ, в результаті чого з ним відправляється Міу, дочка Короля, про яку Осаві було доручено піклуватися. | |                 |
| 2 | Узи святої води «Seisui no Kizuna» (聖水の絆)                                                       | 13 липня 2012   |
| Акацукі і Міу записалися в спеціальну школу для магів, які повернулися з інших світів. | |                 |
| 3 | Дорослішай... «Otona ni Naru niwa» (大人になるには)                                                 | 20 липня 2012   |
| Кудзуха отримала від інших членів студентської ради задачу дивитися за Акацкі та звітувати про його поведінку. Вона турбується через те, що змушена вступити до школи зі студентами, які набагато старші неї, й Акацкі допомагає їй. Незабаром після цього на студентів нападає монстр, якого треба здолати під час їх бойової практики. | |                 |
| 4 | Повернення героя «Yūsha no Senaka» (勇者の背中)                                                     | 27 липня 2012   |
| Після нападу монстра Акацкі доведеться помірятися силою з Мотохару Кайдо. | |                 |
| 5 | День,що ми провели під час вихідних «Tada, Sonna Kyūjitsu no Hitotoki o» (ただ、そんな休日の一時を) | 3 серпня 2012   |
| Акацукі приєднується до Міу та її друзів для поїздки в торговий центр. | |                 |
| 6 | Надзвукова швидкість! Слейпнір! «Chōonsoku! Sureipuniru» (超音速！スレイプニル)                     | 10 серпня 2012  |
| Кайдо приносить Акацкі повідомлення, щоб прийняти управління Слейпніром, потужним магічним байком, який викидає всіх, кого вважає негідними його їзди. | |                 |
| 7 | Брутальна паніка на пляжі! «Nagisa no Kichiku Panikku!» (渚の鬼畜パニック！)                        | 17 серпня 2012  |
| Акацкі і його друзі витрачають час на пляжі. Тим часом, в Алазарді, імператор Барам з Дісдії дізнається про місцезнаходження Міу і відправляє свого посланника, Філ Барнетта, щоб захопити її на Землі. | |                 |
| 8 | Турнір Вавилону, початок! «BABEL Rankingu Sen, Kaishi» (BABELランキング戦、開始)                    | 24 серпня 2012  |
| Спеціальний турнір для вимірювання сили студентів. Акацукі, Міу, Кадзуха і Чикаге легко перемагають опозиційні сили, з якими вони стикаються. Їх матч переривається Кайдо, який попереджає їх про невідому загрозу. | |                 |
| 9 | Вночі під таким гарним місяцем «Konna nimo Kirei na Tsukiyo no Ban ni» (こんなにも綺麗な月夜の晩に) | 31 серпня 2012  |
| Зловмисник розкривається, як Філ, який женеться за Міу, паралельно серйозно поранивши всіх, хто зустрічається на його шляху. Філ наздоганяє і захоплює Miu, єдиний, хто може її врятувати, це Акацкі. | |                 |
| 10 | Де я потрібен «Boku no Ibasho» (ボクの居場所)                                                       | 7 вересня 2012  |
| Після запеклого бою Акацкі збиває Філа, Міу намагається покінчити з собою, бо вважає, що не існує безпечного місця для неї ні в Алазарді, ні на Землі. Акацкі потім зупиняється і втішає її під час відновлення від отруйних ран, що він отримав від Філа. Тим не менш, Філ з'являється ще раз, заявивши, що він більше не буде стримуватися проти Акацкі.                                                                                   | |                 |
| 11 | Після падіння «Yoake ga Kuru Mae ni» (夜明けが来る前に)                                             | 14 вересня 2012 |
| Філ закликає величезного дракона. Щоб дати час Акацкі оправитися від отрути, Міу та інші стоять проти Філа. Коли Акацкі повертає собі сили для боротьби з ним, дракон Філа спричиняє потужний вибух, що знищує все навколо нього. | |                 |
| 12 | Світ спостерігає за тобою «Sekai ga Kimi o Mitsumete» (世界が君を見つめて)                          | 21 вересня 2012 |
| Акацукі захищає інших від вибуху і перемагає дракона. Незабаром після цього Міу розкриває правду про себе Кудзухі і Чикаге. Як зазначили члени COCOON, проаналізувавши нещодавні події та вплив на їх плани, Алазард у сум'ятті, Акацкі вирішує повернутися туди, щоб перевірити ситуацію. Міу, Чикаге, Кудзуха вирішують піти з ним. Віце-президент Харука і Кайдо прибувають у той момент, як вони відправляються, та приєднуються до них. | |                 |